# Nattog
Et nattog er et persontog, der først og fremmest kører om natten. Nattoget medbringer sove- og liggevogne, også siddevogne kan forekomme som et billigt alternativ i disse tog. Oftest afgår et nattog først på aftenen og ankommer ved sin endestation om morgenen. På længere jernbanestrækninger kan togene også køre i dagtimerne; i så fald anvendes sove- og liggevogne som siddevogne.

## Europæiske nattog
Fra Høje Taastrup Station går der nattog til Berlin, og hver fredag i skisæsonen også til Østrig. I Danmark kører der ikke længere indenrigsnattog. City Night Line havde nattog fra København H, som via Padborg kørte til Amsterdam, Prag og Basel, men nattoget ophørte december 2014. City Night Line har mange andre linjer mellem byer i de lande, som betjenes. Selskabet, som hører under Deutsche Bahn, betjener dog mest byer i Tyskland.
Veolia Transport i Sverige og tyske Georg Verkehrsorganisation (GVG) samarbejder om EuroNight-toget Berlin Night Express, som kører mellem Berlin og Malmø. SJ har herudover en række indenrigs nattog i Sverige, samt til Narvik i Norge.
I Norge kører NSB nattog på følgende baner: Sørlandsbanen, Bergensbanen, Dovrebanen og Nordlandsbanen.
I Mellemeuropa har østrigske ÖBB en række EuroNight-linjer mellem Wien og byer som Rom, Venedig, Milano, Hamburg, Düsseldorf, Berlin og Zürich. Fra Wien kører en række øvrige nattog til lande bl.a. Polen, Kroatien og Slovenien.
I Storbritannien kører nattoget Caledonian Sleeper fra ScotRail mellem Skotland og London, mens Night Reviera fra First Great Western kører mellem London og byen Penzance i Cornwall i det sydvestlige England.
Artésia, som er et joint-venture mellem franske SNCF og italienske Trenitalia, har nattog mellem Paris og Venedig via Milano og mellem Paris og Rom. Tranitalia har flere andre nationale og internationale nattog.
Schweiziske SBB betjente nattoget EuroNight Luna, som indtil 2009 kørte mellem Rom og Zürich samt mellem Rom og Geneve.
Det spanske selskab selskab Elipsos, som ejes af Renfe og SNCF, driver nattog mellem Spanien og Frankrig. Indtil december 2012 var der også linjer til Italien og Schweiz.
Sud-Expresso er et nattog, der kører fra Lissabon i Portugal til Hendaye i Nordspanien, hvor der er forbindelse til Paris med TGV.